# All Hell Breaks Loose (álbum)
All Hell Breaks Loose es el sexto disco de larga duración de Destruction. Fue el primer álbum oficial con Schmier regresando a las voces desde el disco Release From Agony en 1988.

## Contenido
Aunque se considera que All Hell Breaks Loose es un retorno a la forma para Destruction, aún conserva algunas de las influencias del groove metal de los lanzamientos de los 90 de la banda de su período de Neo-Destruction.

## Canciones
1. «Intro»
2. «The Final Curtain»
3. «Machinery of Lies»
4. «Tears of Blood»
5. «Devastation of your Soul»
6. «The Butcher Strikes Back»
7. «World Domination of Pain»
8. «X-Treme Measures»
9. «All Hell Breaks Loose»
10. «Total Desaster 2000»
11. «Visual Prostitution»
12. «Kingdom of Damnation»
13. «Whiplash» (Metallica cover)
  - Whiplash es una pista adicional oculto en algunas copias del acta.

## All Hell Breaks Loose (limited Edition; Incl. Bestial Invasion From Hell Demo)
Disc 1
1. «Intro»
2. «The Final Curtain»
3. «Machinery of Lies»
4. «Tears of Blood»
5. «Devastation of your Soul»
6. «The Butcher Strikes Back»
7. «World Domination of Pain»
8. «X-Treme Measures»
9. «All Hell Breaks Loose»
10. «Total Desaster 2000»
11. «Visual Prostitution»
12. «Kingdom of Damnation»

Bonus Disc (Bestial Invasion From Hell Demo)
1. «Mad Butcher»
2. «Total Desaster»
3. «Antichrist»
4. «Frontbeast»
5. «Satan's Vengeance»
6. «Tormentor»

## Créditos
- Marcel Schmier - Bajo y voz
- Mike Sifringer - Guitarra
- Sven Vormann - Batería